# (5826) Bradstreet
(5826) Bradstreet es un asteroide perteneciente al cinturón de asteroides, región del sistema solar que se encuentra entre las órbitas de Marte y Júpiter, descubierto el 16 de febrero de 1990 por Seiji Ueda y el astrónomo Hiroshi Kaneda desde el Kushiro Marsh Observatory, Hokkaido, Japón.

## Designación y nombre
Designado provisionalmente como 1990 DB. Fue nombrado Bradstreet en homenaje a David H. Bradstreet, presidente del Departamento de Astronomía de la Universidad del Este (St. Davids, PA), reconocido por su desarrollo del software de curva de luz Binary Maker. También es conocido por desarrollar materiales del curso de planetario Spitz Fulldome Curriculum en el planetario Julia Fowler en St. Davids.

## Características orbitales
Bradstreet está situado a una distancia media del Sol de 3,070 ua, pudiendo alejarse hasta 3,500 ua y acercarse hasta 2,641 ua. Su excentricidad es 0,139 y la inclinación orbital 2,481 grados. Emplea 1965,31 días en completar una órbita alrededor del Sol.

## Características físicas
La magnitud absoluta de Bradstreet es 12. Tiene 18,818 km de diámetro y su albedo se estima en 0,125. 